# Малая Кужба
 Малая Кужба — деревня в Усть-Куломском районе Республики Коми в составе сельского поселения Кужба. 

## География
Расположена на правом берегу реки Вычегда на расстоянии примерно 8 км по прямой от районного центра села Усть-Кулом на север.  

## История
Упоминается отдельно от села Кужба с 1926 года, когда здесь началось строительство церкви. В советское время работали колхозы «Гигант» и «Ленин ног».

## Население
Постоянное население  составляло 202 человека (коми 90%) в 2002 году, 164 в 2010 .